# NGC 7130
NGC 7130 је спирална галаксија у сазвежђу Јужна риба која се налази на NGC листи објеката дубоког неба.
Деклинација објекта је - 34° 57' 10" а ректасцензија 21h 48m 19,3s. Привидна величина (магнитуда) објекта NGC 7130 износи 12,1 а фотографска магнитуда 13,0. NGC 7130 је још познат и под ознакама IC 5135, ESO 403-32, MCG -6-47-15, AM 2145-351, IRAS 21453-3511, PGC 67387.